# さいたまスーパーアリーナ
さいたまスーパーアリーナ（英: Saitama Super Arena）は、埼玉県さいたま市中央区にある多目的アリーナ。略称は「SSA」「たまアリ」「スーパーアリーナ」など。

## 概要
施設は埼玉県が所有し、第三セクターの株式会社さいたまアリーナが指定管理者として管理・運営を行っている。スポーツイベントやコンサートのほか、テレビ番組の収録や、講演会、株主総会、見本市会場などさまざまな用途に対応しており、最大37,000席を使用できる国内最大級の多目的アリーナとなっている。
タウン情報誌などでは「さいたまアリーナ」や「SSA」「たまアリ」と略されるほか、地元住民からは「スーパーアリーナ」とも呼ばれる。
毎年大晦日には、総合格闘技団体『PRIDE』『RIZIN』によって『大晦日興行』と呼ばれる総合格闘技の大型興行が行われ、1年の総決算的な試合や世界的ビッグマッチが多く組まれる。さらに20年以上に渡り、1年を通じてPRIDE・RIZINの大型イベントが定期的に行われ続けている事から、後楽園ホールと並ぶ『格闘技の聖地』として定着している。
建設にあたって建築設計競技が行われ、日建設計の案が採用された。客席やステージ・床・天井などが可動するムービング・ブロックシステムを採用したことで、複数のサイズ感が実現可能。アリーナ全体を利用するスタジアムモードやアリーナモードによっていくつかのブロックに分かれて会場を利用することもできる。
スタジアムモード
大勢の観客が見込める格闘技やコンサート、見本市などが開かれる時に使われる。格闘技やコンサートの場合はそれらのイベントに応じてセンターステージ形式やエンドステージなどにセッティングすることができる。以前は人工芝を敷くことでアメリカンフットボールも行えた。最大座席数は約30,000席（フィールドに座席を配置した場合は約37,000席）。座席数・収容人数はあくまで目安であり、イベント形式やアリーナに設置する座の数によって大きく上下する。
メインアリーナモード
イベントの規模に応じてアリーナを複数に使い分けて、下記の2つのアリーナを有効に活用することができる。スポーツ大会の場合は北側が試合会場、南側が選手控え室として使用できるほか、イベント等では北側がステージイベントで南側が展示会や物販会場などといった複数活用が可能になっている。
- メインアリーナ（北側）

バスケットボール、バレーボール、フィギュアスケート、格闘技といった各種スポーツイベントやコンサート、集会などに利用できる。最大座席数は約19,000席（フィールドに座席を配置した場合は約22,500席）。
- ホール

使用例は少ないが、コンサートホールなどの代替として使われる。スタンド客席の一部を扇状になるよう仕切り板などで区切り、アリーナ上にステージを設置する。最大座席数は約6,000席。
- コミュニティアリーナ（南側）

南口付近の屋外スペース（けやきひろば）の前にあり、屋外の自然光を取り入れながら市民規模のスポーツ大会（運動会、フットサル大会等）や市民祭り、フリーマーケットなどに有効活用することができる。メインアリーナで開催しているスポーツイベントの控室や、大規模な大会の場合の補助競技場、並びに音楽・演劇公演の物販会場となる場合もある。常設の客席はないものの仮設の客席を設置し格闘技イベントなどに利用される場合もあり、最大座席数は約3,300席（※フィールドに座席を配置した場合は約4,000席）。
なお2026年1月から最大1年半、大規模の改修工事が予定されており、再度長期休館の予定。

## 略歴

### 開業前
- 1994年（平成6年）6月 - （仮称）さいたまアリーナ提案競技審査会設置。
- 1995年（平成7年）3月 - （仮称）さいたまアリーナ提案競技最優秀作品決定。
- 1995年（平成7年）7月 - （仮称）さいたまアリーナ建設事業が自治省ふるさと事業に指定される。
- 1996年（平成8年）2月 - （仮称）さいたまアリーナ基本設計まとまる。
- 1996年（平成8年）3月 - （仮称）さいたまアリーナ・さいたまひろば管理運営基本方針策定。
- 1996年（平成8年）5月 - （仮称）さいたまアリーナ事業運営検討委員会設置。
- 1996年（平成8年）10月 - （仮称）さいたまアリーナ実施設計まとまる。
- 1997年（平成9年）1月 - （仮称）株式会社さいたまアリーナ設立準備委員会設置、起工。
- 1997年（平成9年）3月 - 株式会社さいたまアリーナ設立、（仮称）さいたまアリーナ・さいたまひろば事業運営基本方針策定。
- 1997年（平成9年）8月 - さいたまアリーナ名称募集。
- 1997年（平成9年）11月 - 『2006年バスケットボール世界選手権』の開催が決定。
- 1997年（平成9年）12月 - 名称が「さいたまスーパーアリーナ」に決定。
- 1998年（平成10年）4月 - 『第3回バスケットボールヤングメン（U-21）世界選手権』大会開催決定。
- 1999年（平成11年）7月 - 『スーパードリームゲーム2000』開催発表。

### 開業後
- 2000年（平成12年）
  - 5月5日、プレオープン（開館時の住所は埼玉県与野市大字上落合2-27）。さいたま新都心の街開き記念式典が行われた。
  - 5月6日、NHK『特別巡回ラジオ体操・みんなの体操会』の生放送で、一般市民初使用となった。
  - 9月1日、グランドオープン。オープン記念として国際バスケットボール大会『スーパードリームゲーム2000』が開催される。
  - 9月3日、こけら落しとなるバスケットボール日本対スペイン戦が行われた。
  - 9月10日、音楽イベントのこけら落とし公演として、V6が『V6 summer 2000 "HAPPY" Coming Century, 20th Century forever』ツアーの最終公演を行う[15]。
  - 10月9日、さいたまスーパーアリーナ内に「ジョン・レノン・ミュージアム」が開館する。
- 2001年（平成13年） - さいたまスーパーアリーナがグッドデザイン賞を受賞する[16]。
- 2005年（平成17年） - 開業以来続いていた赤字が黒字に転換する[17]。
- 2008年（平成20年）
  - 4月、さいたまスーパーアリーナ内に和太鼓スタジオ「すわんど」がオープン[18]。
- 2010年（平成22年）
  - 9月30日、「ジョン・レノン・ミュージアム」が閉館する。
- 2011年（平成23年）
  - 3月18日、3月11日に発生した東日本大震災（東北地方太平洋沖地震）の影響による東京電力の福島第一原子力発電所事故などにより避難民を受け入れるため、埼玉県の指示で避難所に指定された。
  - 3月19日、この日から福島県双葉町が役場ごと約1,200人の住民とともに避難してきた[19]が、3月30日・31日の両日で役場機能と避難民は、埼玉県加須市にある廃校舎施設（旧・埼玉県立騎西高等学校校舎）へ再移転・再移動した[20]。
- 2012年（平成24年）
  - 3月31日、「ジョン・レノン・ミュージアム」跡に、新たな小規模イベント・会議施設「TOIRO」がグランドオープンする[21]。
- 2015年（平成27年）
  - 1月10日、公式キャラクターとして「たまーりん」を発表する。
  - 12月1日、さいたまスーパーアリーナの大規模改修工事を開始[22]。
- 2016年（平成28年）
  - 2月15日、さいたまスーパーアリーナを大規模改修工事のため休館[22]。前日のマドンナによる『Madonna Rebel Heart Tour』が最終公演となる[23]。
  - 4月6日、コミュニティアリーナの営業再開[22]。
  - 5月12日、メインアリーナの営業再開[22]。
  - 9月1日、さいたまスーパーアリーナの大規模改修工事終了[22]。

## 主なイベント実績

### 単発開催

#### スポーツイベント
- 『スーパードリームゲーム2000』（こけら落とし）
- 『第3回バスケットボールヤングメン（U-21）世界選手権』
- WWE『ROAD TO WRESTLEMANIA 21 JAPAN TOUR』
- 『2006年バスケットボール世界選手権』ファイナルラウンド
- 『2006年バレーボール世界選手権』
- 『第38回全国高等学校バレーボール選抜優勝大会』
- 『2007年ワールドカップバレーボール』
- 『やれんのか! 大晦日! 2007』
- 『彩夏到来08埼玉総体』開会式
- 『元気ですか!! 大晦日!! 2011』
- 『bjリーグ 2011-2012シーズン オールスターゲーム in 埼玉』[24][25][26]
- 『DREAM.18 & GLORY 4』
- 『DEEP DREAM IMPACT 2014 〜大晦日SPECIAL〜』
- World Boxing Super Seriesシーズン2『バンタム級決勝戦・井上尚弥vsノニト・ドネア』[27]
- 2020年東京オリンピック・バスケットボール競技[28]。
- B.LEAGUE DIVISION1 越谷アルファーズ vs 宇都宮ブレックス（予定）[29]。

#### ライブイベント
- 2003年（平成15年）
  - フジテレビ系音楽番組『HEY!HEY!HEY! MUSIC CHAMP』のスペシャル番組『祝!HEY!HEY!HEY! 400回記念スペシャル in SAITAMA SUPER ARENA』生放送
- 2004年（平成16年）
  - フジテレビ系音楽番組『HEY!HEY!HEY! MUSIC CHAMP』のスペシャル番組『祝!HEY!HEY!HEY! 10周年記念スペシャル in SAITAMA SUPER ARENA』生放送
  - テレビ朝日系『ミュージックステーション』の年末恒例スペシャル番組『ミュージックステーションスーパーライブ』生放送
- 2006年（平成18年）
  - U2『Vertigo Tour』振替公演[30]
- 2008年（平成20年）
  - BUMP OF CHICKEN『2008 TOUR ホームシップ衛星』
- 2010年（平成22年）
  - アニメイベント『リリカル☆パーティーIV』
  - 『ウォーキングwithダイナソー〜驚異の恐竜王国』の舞台『ウォーキング・ウィズ・ダイナソー ライブアリーナツアー』 - 全国6か所で開催。
  - NON STYLE『NON COIN LIVE in さいたまスーパーアリーナ』
- 2011年（平成23年）
  - アニメイベント『けいおん!! ライブイベント 〜Come with Me!!〜』
  - RADWIMPS『絶対延命ツアー』
  - LUNA SEA東日本大震災復興支援チャリティーライヴ『LUNA SEA For JAPAN A Promise to The Brave』
- 2012年（平成24年）
  - 布袋寅泰 30th ANNIVERSARY 第四弾 HOTEI THE ANTHOLOGY "最終章"『WE ARE DREAMER 〜50th BIRTHDAY SPECIAL CELEBRATION GIG〜』
  - レディー・ガガ『The Born This Way Ball Tour』日本公演
- 2013年（平成25年）
  - 斉藤和義20周年記念ライブ『20th anniversary live 1993-2013 20》21〜これからもヨロチクビ』
  - SUPER JUNIOR『E.L.F-JAPAN FESTIVAL 2013』（9月26日・27日）
- 2014年（平成26年）
  - エレファントカシマシ『25周年記念ライブ』
  - 2014年世界フィギュアスケート選手権
  - 埼玉初の大規模総合ロックフェス『VIVA LA ROCK』[31]
  - 総合格闘技イベント
- 2015年（平成27年）
  - DDTプロレスリング主催『さいたまスーパーDDT2015』（コミュニティアリーナ）
  - SUPER JUNIOR-D&E『SUPER JUNIOR-D&E JAPAN TOUR 2015 -PRESENT-』（4月3日 - 5日）
  - 6月3日・4日、Mr.Children『Mr.Children TOUR 2015 REFLECTION』 - 4日はBSスカパー!とスカパー!4K 総合[32]にて生中継。
  - 9月12日・13日、さいたまスーパーアリーナ15th anniversary「肉ロックフェス⭐︎2015」（肉フェスを主催するAATJ株式会社と株式会社さいたまアリーナにて15周年記念事業として共催）
  - ONE OK ROCK『ONE OK ROCK 2015 "35xxxv" JAPAN TOUR』
- 2016年（平成28年）
  - 日本郵政グループ（日本郵便・ゆうちょ銀行・かんぽ生命）の定時株主総会
- 2017年（平成29年）
  - 乃木坂46『5th YEAR BIRTHDAY LIVE』（2月20日 - 22日）
  - ONE OK ROCK『ONE OK ROCK 2017 "Ambitions" JAPAN TOUR』
- 2018年（平成30年）
  - BUMP OF CHICKEN『2017-2018 TOUR PATHFINDER』
  - EXOコンサート『EXO PLANET #4』[33]
  - ONE OK ROCK『ONE OK ROCK with Orchestra Japan Tour 2018』
  - TWICE『TWICE 2ND TOUR 'TWICELAND ZONE 2 : Fantasy Park' IN JAPAN』 (5月26、27日）
  - Mnet Asian Music Awards『MAMA FAN'S CHOICE in JAPAN』
  - B'z 『B'z LIVE-GYM 2017-2018
  - DINASOUR』
- 2019年（令和元年）
  - 2019年世界フィギュアスケート選手権
  - 日向坂46 3rdシングル発売記念ワンマンライブ
  - ONE OK ROCK『ONE OK ROCK 2019-2020 EYE OF THE STORM JAPAN TOUR』
  - SUPER JUNIOR『SUPER SHOW 8 : INFINITE TIME in JAPAN』（11月2日 - 4日）
- 2020年（令和2年）
  - ラブライブ!フェス（1月19日・20日）
  - クイーン+アダム・ランバート『The Rhapsody Tour』（1月25日・26日）
- 2021年（令和3年）
  - 櫻坂46「1st Tour 2021」（10月29日 - 31日）
- 2022年（令和4年）
  - Official髭男dism『Official髭男dism one - man tour 2021-2022 - Editorial - @SAITAMA SUPER ARENA』
  - SUPER JUNIOR『SUPER JUNIOR Japan Special Event 2022 〜Return of the KING〜』（4月2日 - 4日）
  - ずっと真夜中でいいのに。『Z FACTORY「鷹は飢えても踊り忘れず」』（4月16日・17日）
  - VALORANT『2022 VALORANT Champions Tour Challengers Japan Stage2-Playoff Final 』（6月25日・26日）
  - Perfume　 9th Tour 2022 “PLASMA”　(10/29(土) ～ 10/30(日))
  - aespa『aespa LIVE TOUR 2023 'SYNK:HYPER LINE' in JAPAN』
- 2024年（令和5年）
  - SUPER JUNIOR『SUPER JUNIOR Japan Special Event 2024 〜Blue World〜』（1月20日・21日）
  - 乃木坂46「12th YEAR BIRTHDAY LIVE」（3月7日 - 10日）
- 2025年（令和6年）
  - オーイシマサヨシ（大石昌良）『オーイシSSA 〜オーイシマサヨシ ワンマンライブ at さいたまスーパーアリーナ〜』（9月27日・9月28日）【開催予定】[34]
  - &TEAM『2025 &TEAM CONCERT TOUR 'AWAKEN THE BLOODLINE' ENCORE in JAPAN』（10月25日・26日）

### 毎年開催
- 『Dream Power ジョン・レノン スーパー・ライヴ』（2001年 - 2003年）
- さいたま市の成人式（2002年 - 、成人の日に開催）
- 松田聖子コンサートツアー初日（2002年 - 2019年、2021年 - ）
- 『PRIDE男祭り』[35]（2003年 - 2006年）
- NHK教育→NHK Eテレ『おかあさんといっしょ スペシャルステージ』（2005年 - ）
- 日本マーチングバンド協会主催、マーチングバンド全国大会（全部門、2005年 - ）
  - 中学校の部、高等学校の部の会場として2003年、初めて使用される。
- アニメイベント『Animelo Summer Live』（2008年 - ）
- ももいろクローバーZ　ライブ　ももいろクリスマス（2011年 - 2012年、2014年、2017年 - ）
- VIVA LA ROCK（2014年 - ）
- RIZIN 大晦日興行 （2015年 - ）
- 学校法人大原学園の『O-HARAスポーツフェスティバル関東・甲信越・東北地区大会[注 1]』（2015年 - 、10月上旬 - 中旬に）（2014年までは日本武道館で開催していた）。
- ニコニコ超パーティー（2015年 - 2018年、2022年）[36][37]
- CyberFight Festival（2021年 - ）
- 超RIZIN（2022年 - ）

### 複数回開催
- WBA世界ライト級タイトルマッチ・畑山隆則 VS ジュリアン・ロルシー（2001年、初のプロボクシングとして。以後複数回）
- 格闘技イベント『INOKI BOM-BA-YE』（2001年- 2002年）
- 総合格闘技イベント『PRIDE』
- プロレスイベント『ハッスル』
- エイベックス・グループ・ホールディングス定時株主総会（2008年 - 2010年）
- 総合格闘技イベント『Dynamite!! 〜勇気のチカラ〜』（2008年 - 2010年）
- UFC日本大会（2012年 - 2017年）
- 『全日本フィギュアスケート選手権』（2013年、2021年）
- RIZINナンバーシリーズ（2016年 - ）
- 『天皇杯・皇后杯全日本バスケットボール選手権大会』決勝トーナメント（2018年 - 2020年）
  - 『天皇杯 全日本バスケットボール選手権大会』決勝（2021年、2022年）
- NBAジャパンゲームズ（2019年・2022年）

### その他
- アリーナ内部や周辺では『仮面ライダーシリーズ』や『スーパー戦隊シリーズ』などのロケ地としても頻繁に使用されており、2000年代後半からの作品では1作品につき5回から10回程度で、さいたまスーパーアリーナを舞台にしている。特に『劇場版 仮面ライダー555 パラダイス・ロスト』では一般参加エキストラ10,000人を招いて撮影が行われ、一つの映画における史上最大の出演者数（当時）としてギネス世界記録に認定された。
- アリーナ前の道路は、さいたまシティマラソンの発着点として使用され、アリーナ内部で参加受付を行っていた。その後継大会として、2015年に創設されたさいたま国際マラソンも同様になっていた[38]。2024年創設のさいたまマラソンはアリーナ内部が発着点となった。
- ツール・ド・フランスさいたまクリテリウムでは、2014年の第2回大会から2016年の第4回大会までと2019年の第7回大会からはアリーナ内部がコースに含まれている[39]。

## 本アリーナでの出来事
- 2000年11月23日 - SMAPの木村拓哉がさいたまスーパーアリーナでの公演後に記者会見を開き工藤静香との結婚を発表した。
- 2002年8月18日 - 嵐のコンサート『ARASHI SUMMER 2002 HERE WE GO!』にて、高さ30m級の「ジャニーズスーパークレーン」が初披露された。
- 2003年5月5日 - モーニング娘。の保田圭が『モーニング娘。CONCERT TOUR 2003春 "NON STOP!"』最終公演でグループの卒業公演を行った。
- 2007年
  - 4月1日 - Berryz工房が『2007 桜満開 Berryz工房ライブ 〜この感動は二度とない瞬間である!〜』を開催。さいたまスーパーアリーナで単独公演を行うアーティストとしては最年少記録を達成（平均年齢13.8歳、これまでの記録はハロー!プロジェクトの先輩であるモーニング娘。で平均16.3歳）。
  - 4月8日 - 総合格闘技イベントPRIDEのドリームステージエンターテインメント運営下最後の大会である「PRIDE.34」が開催され、その後新運営法人が日本支部を解散したことで開催されなくなり、この大会がPRIDE最後の大会となった。
  - 5月6日 - モーニング娘。の吉澤ひとみが『モーニング娘。コンサートツアー2007春～SEXY8 ビート～』の最終公演でグループの卒業公演を行った。
  - 12月31日 - PRIDEを運営していたスタッフ、当時K-1を運営していたFEGなどによる共催で「やれんのか! 大晦日! 2007」が開催された。
- 2011年3月11日 ‐ 東日本大震災による影響で双葉町の避難民(1200人)が避難する。
- 2012年3月25日 - AKB48の公演『業務連絡。頼むぞ、片山部長! in さいたまスーパーアリーナ』アンコールで、メンバーの前田敦子がグループからの卒業を宣言した[40]。
- 2013年12月9日 - 私立恵比寿中学が『私立恵比寿中学 年忘れ大学芸会2013「エビ中のスター・コンダクター」』を開催。さいたまスーパーアリーナで公演を行う日本人アーティストとしては最速記録を達成（デビュー1年7か月。これまでの記録はスターダストプロモーションの先輩であるシドの2年）[41]。
- 2015年
  - 3月26日 - AKB48の春の単独コンサートで、メンバーの川栄李奈がグループからの卒業を宣言した[42]。
  - 7月10日 - 20日 - SAITAMA SUPER ARENA 15TH ANNIVERSARY THE HISTORY OF SAITAMA SUPER ARENAを開催。SAITAMA SUPER ARENA THANKS AWARDS 2015『総動員数 歴代最多賞』465,232人(当日公演で総動員数50万人達成)で三代目 J Soul Brothers from EXILE TRIBEを表彰した。
  - 7月28日 - THE ALFEEが『Best Hit Alfee 2015 ONE NIGHT CIRCLE』を開催、この際にさいたまスーパーアリーナの全モード（スタジアムモード、アリーナモード、ホールモード）全てで唯一公演行ったとして運営会社のさいたまアリーナから表彰を受けた[43]。また、さいたまスーパーアリーナで単独公演を行う邦楽グループとしては最年長記録を更新（平均年齢60.7歳）。
  - 12月29日 - 31日 - かつてPRIDEを運営していたスタッフらを中心に設立された格闘技団体であるRIZIN FIGHTING FEDERATIONの旗揚げ大会である「RIZIN FIGHTING WORLD GRAND-PRIX 2015 さいたま3DAYS」が開催された。
- 2016年
  - 施設の老朽化などに伴う設備の更新、及び耐震補強などの工事を行うため、一部のテナントを除き全面的に閉鎖している。特にアリーナ部分の全面改修が行われる2月16日-4月6日はほぼ全面閉鎖となる[44]。
    - メインアリーナ　2月15日 - 5月11日（当初は5月15日まで閉鎖予定だった）[45]
    - コミュニティアリーナ　2月15日 - 4月6日
    - けやきひろば　1月12日 - 8月31日

  - 本工事では大型映像装置の更新、外壁の改修、並びにけやきひろばのバリアフリー化のための段差・起伏の解消やトイレの改修を行うとしている。
- 2017年
  - 2月11日 - UVERworldが自身9度目の男性限定ライブ『男祭り：KING'S PARADE 2017』を行った。23,000人の動員を記録し、日本では史上最大規模の男性アーティストによる同性限定ライブとなった。また前日にも【UVERworld ARENA TOUR 2016-2017】を開催し2日間で延べ41,000人を動員した。
  - 2月20日 - 22日 - 乃木坂46が『乃木坂46 5th YEAR BIRTHDAY LIVE 2017.2.20-22 SAITAMA SUPER ARENA』を開催。初日は乃木坂46の橋本奈々未の卒業コンサートであった。
  - 6月12日 - ℃-uteが解散コンサート【℃-uteラストコンサートinさいたまスーパーアリーナ〜Thank you team ℃-ute〜】を開催し、約12年間に及ぶ活動に終止符を打った。
  - 10月31日 - AKB48の渡辺麻友の卒業コンサートが開催された。
- 2018年
  - 3月18日 - エレファントカシマシがデビュー30周年を記念したスペシャルイベントを開催し、スピッツ、Mr.Childrenと競演。3バンドが揃ったのは史上初である。
  - 4月8日 - 浜崎あゆみのデビュー20周年記念日にコンサートが開催された。
  - 10月17日 - 沢田研二の全国ツアーを開催予定だったが、“契約上の問題が発生したため”との理由により開場直前に突如中止となった[46]。
- 2019年
  - 3月8日 - Wake Up, Girls！がファイナルライブ『Wake Up, Girls! FINAL LIVE〜想い出のパレード〜』を開催し、約6年間に及ぶ活動に終止符を打った。

- 2025年
  - 1月18日 ｰ 19日 - Vaundyの one man live FUSION が開催され2日間の観客動員数が76,000人と過去最高を記録した。

## アクセス
- 東日本旅客鉄道（JR東日本）
  - 京浜東北線・宇都宮線・高崎線（上野東京ライン）さいたま新都心駅 徒歩3分
（池袋・新宿経由の湘南新宿ラインや宇都宮・高崎線の快速列車〈ラビット・アーバン〉、特急列車、武蔵野線直通のむさしの号・しもうさ号は通過するので注意）[47]。
  - 埼京線北与野駅 徒歩7分[47]。

公式サイトには車でのアクセス方法も記されているが、駐車スペースに限りがあるため、公共交通機関の利用を推奨している。

## 周辺

### 道路
- 首都高速埼玉新都心線（東側に新都心出口〈都心環状・与野方面から〉、西側に新都心入口〈与野・都心環状方面〉がある）
- 国道17号（中山道）
- 埼玉県道56号さいたまふじみ野所沢線（東西大通り）
- 埼玉県道164号鴻巣桶川さいたま線（旧中山道）

### 施設
- コクーンシティ
- さいたま赤十字病院・埼玉県立小児医療センター
- 淑徳与野中学・高等学校

## ギャラリー

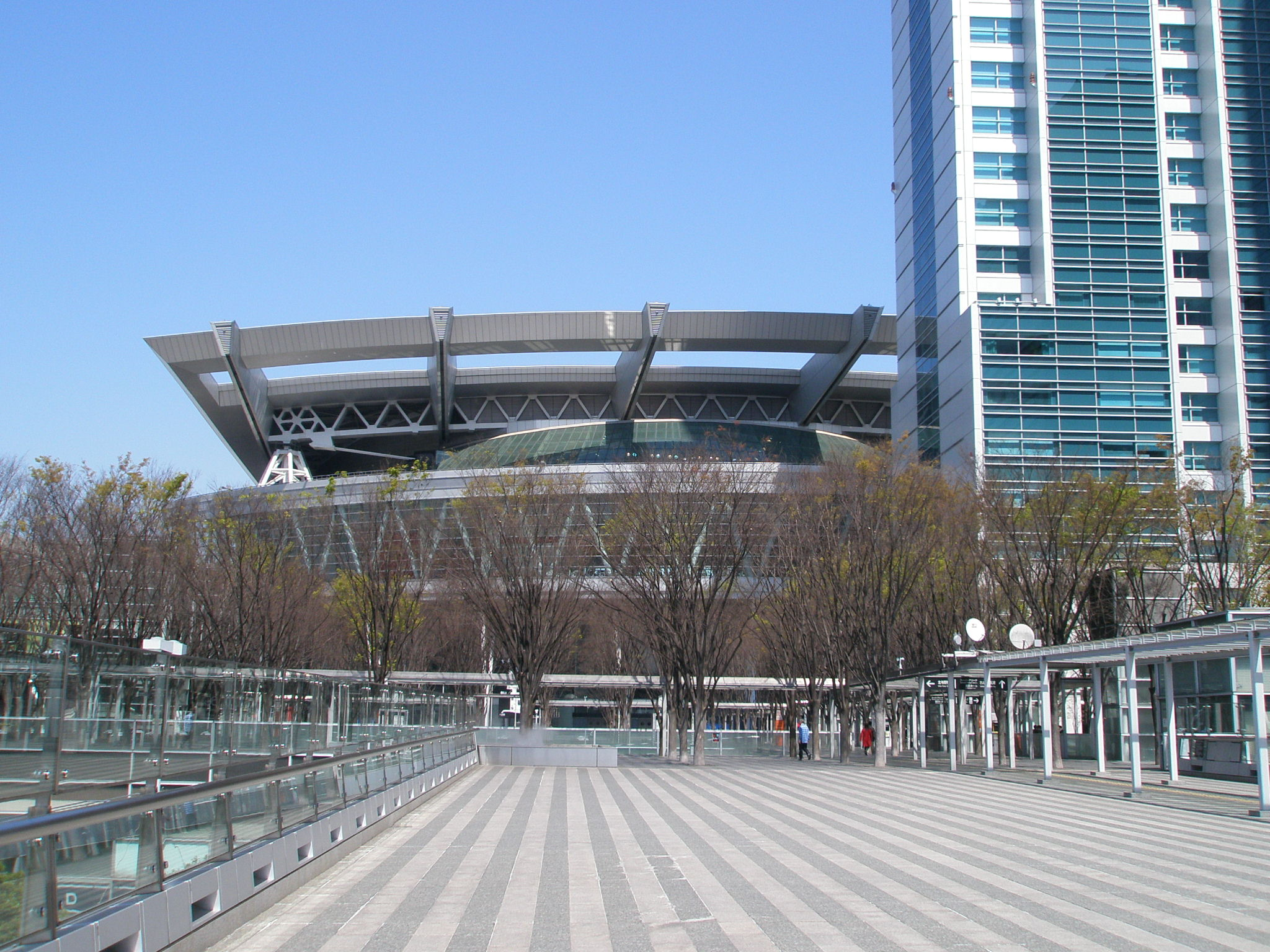
外観、けやきひろば側より
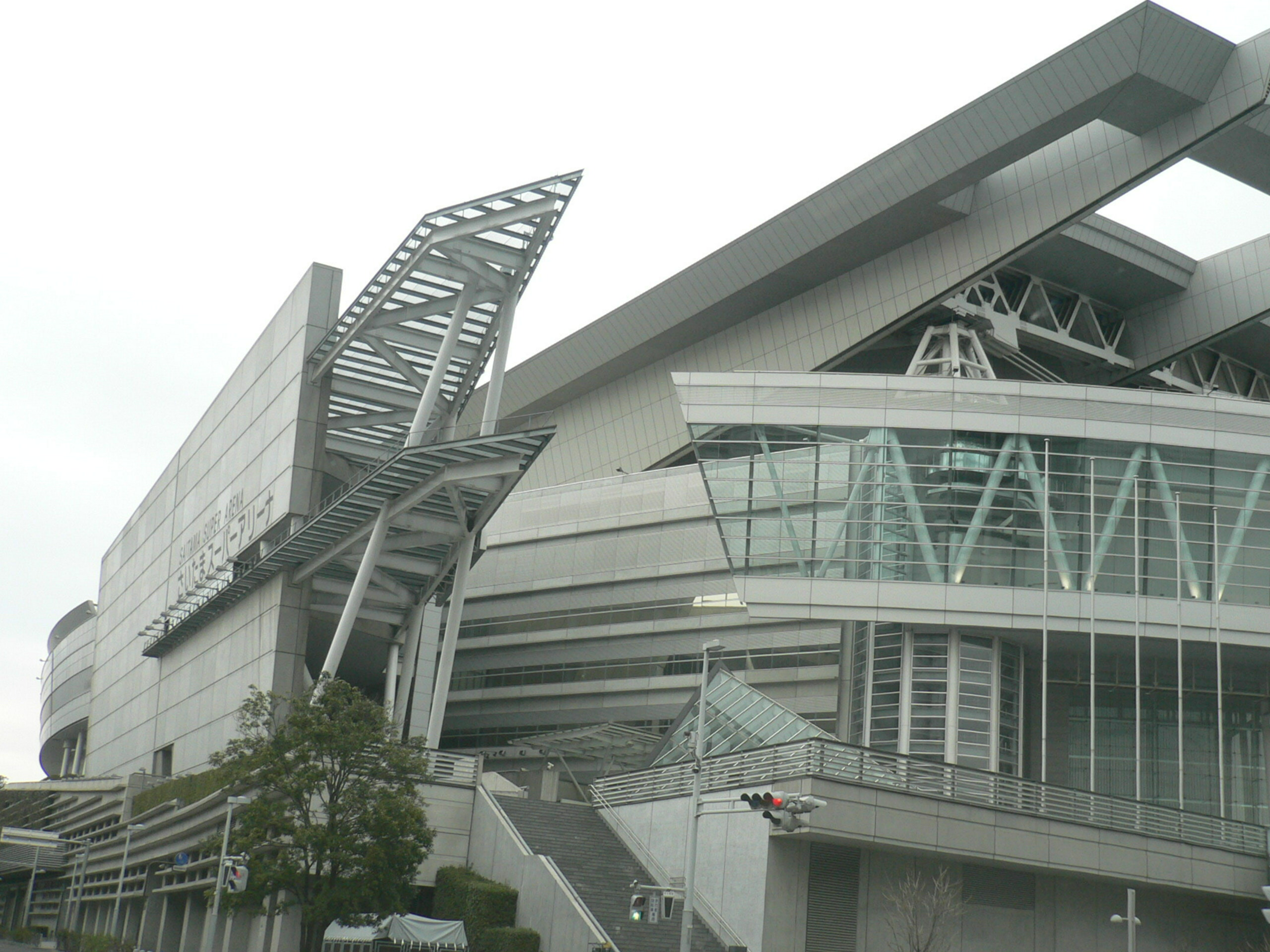
外観
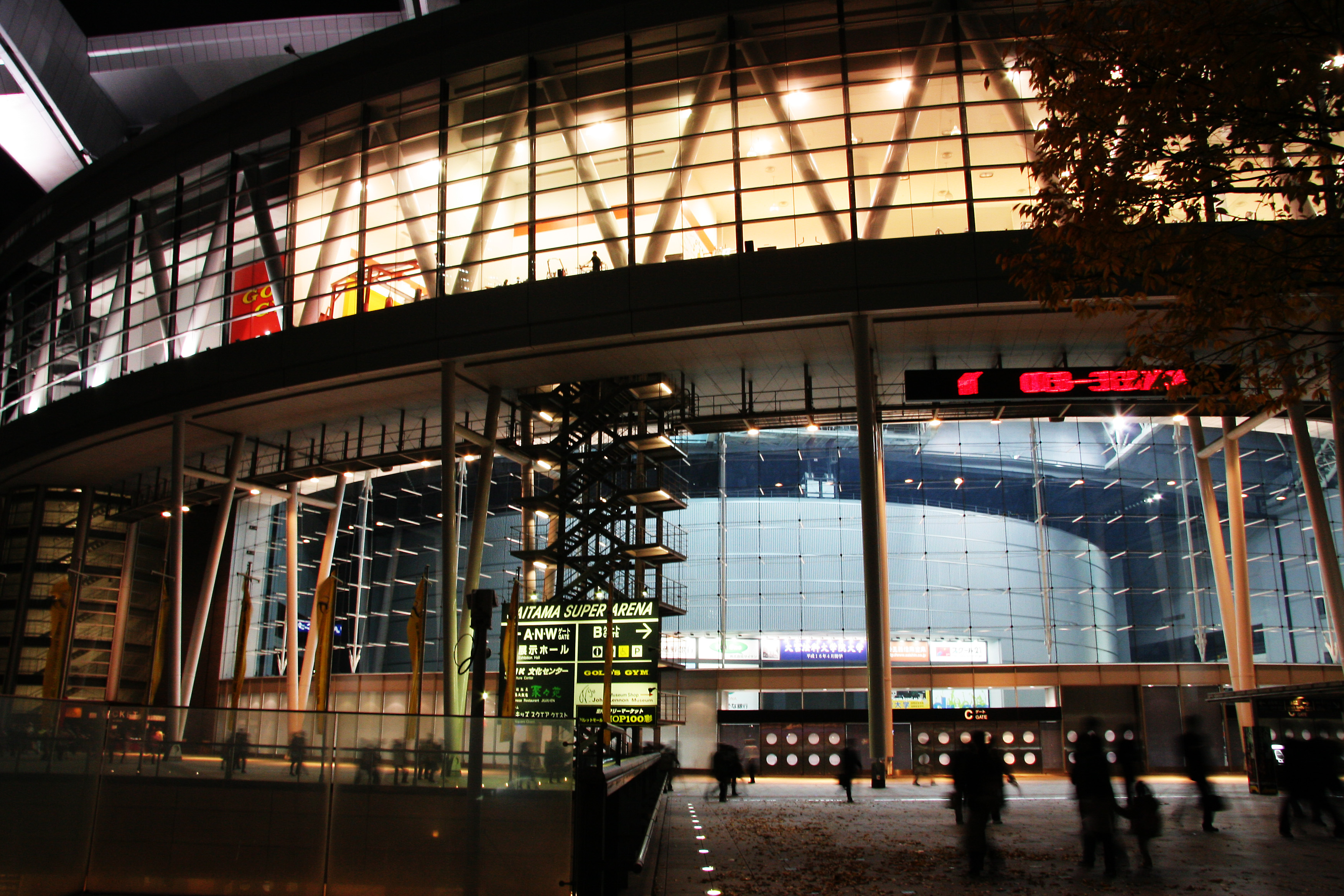
さいたまスーパーアリーナ正面入口の夜景。
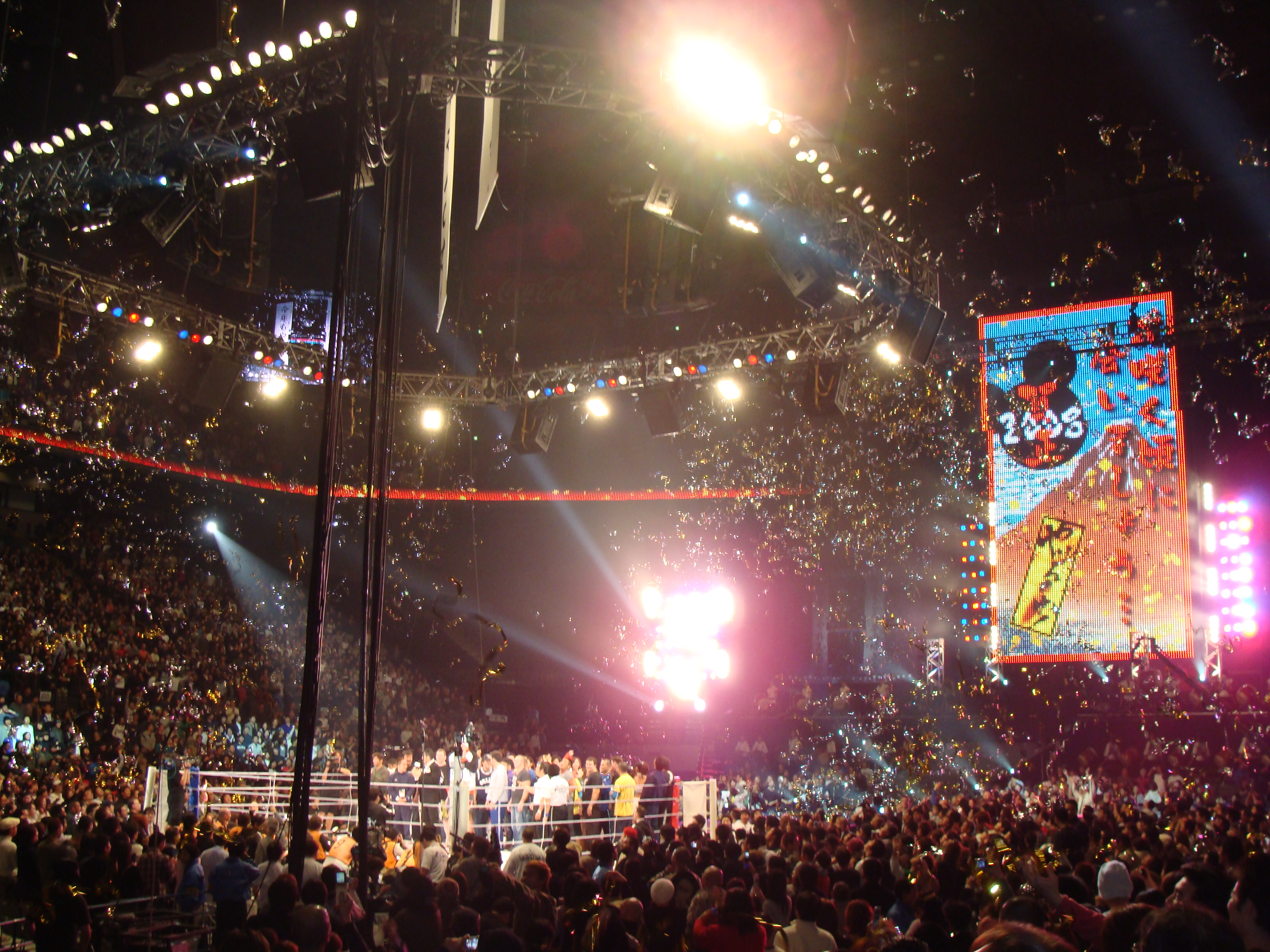
格闘技イベント『やれんのか! 大晦日! 2007』開催時の様子
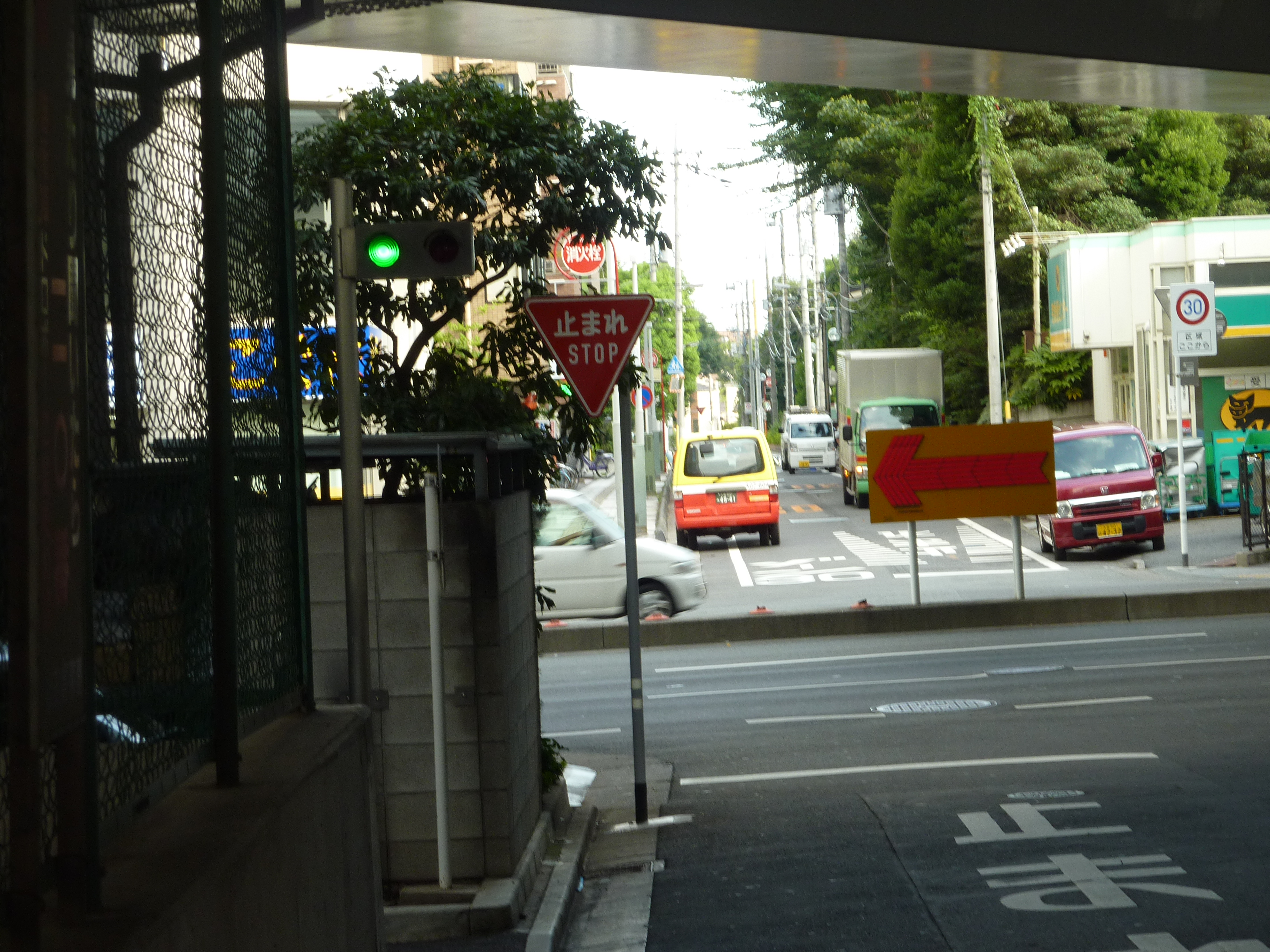
当施設での東京五輪開催に向けて英語が併記された一時停止標識（北与野駅付近。交差する道路は東西大通り）
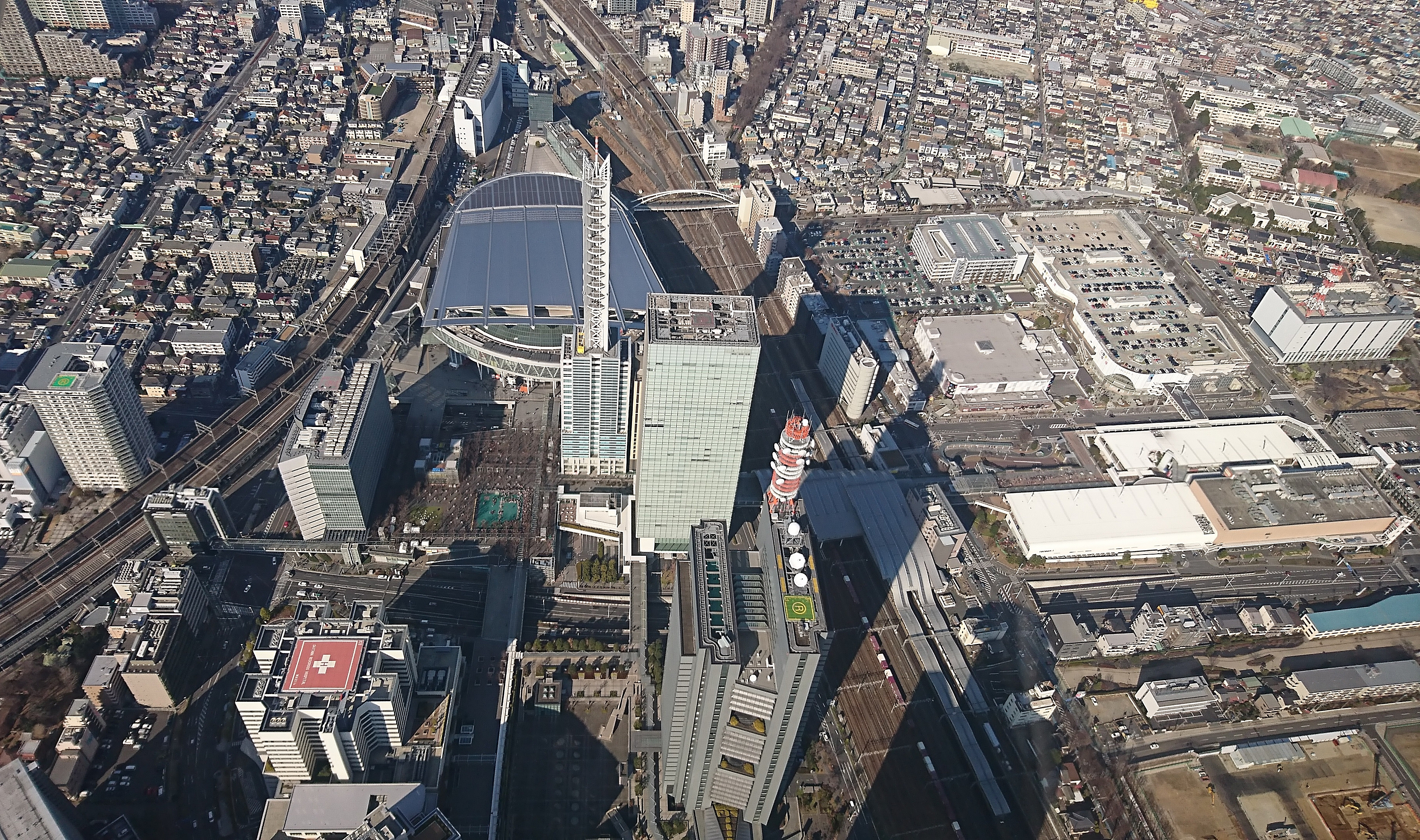
さいたま新都心駅およびさいたまスーパーアリーナを南方から空撮